# Zazaiska
Zazaiska (zazakî eller zaza) är zazafolkets språk i Zazaistan. Andra benämningar är kirdki, dimili och kirmancki. Det har uppskattningsvis mellan sju och nio miljoner talare. En del språkforskare hävdar att zazaiska är ett fristående språk medan andra menar att det är en dialekt av språket "kurdiska". De flesta talarna av zazaiska anser sig själva vara kurder. Språket talas framförallt i Östanatolien; genom de senaste årtiondenas migration har det även spritts till Väst-, Central- och Nordeuropa. Zazaiskan hör till den iranska språkgrenen av de indoeuropeiska språken.

## Zazaiskans språkliga inordning

### Zazaiska som självständigt nordvästiranskt språk
Zazaiskan betraktas av politiska och kulturella skäl ännu idag som ett kurdiskt språk av både kurderna och turkarna och till och med som en ”kurdisk dialekt”. Emot detta slår iranistiken (vetenskapen om forskningen om de iranska språken) fast att zazaiskan är ett självständigt språk på den nordvästliga grenen av de iranska språken, dit bland andra de kurdiska språken kurmandji och sorani hör. Inom denna nordvästliga gren bildar de kurdiska språken – tillsammans med de centraliranska dialekterna – en språkhistoriskt härledd undergrupp. Zazaiska bildar däremot tillsammans med gorani en självständig underenhet, zaza-gorani, som möjligtvis i vidare avseende även inkluderar baluchi.[källa behövs]
Redan på 1800-talet fann språkforskare (till exempel B. Peter Lerch) belägg för att zazaiska inte är en kurdisk dialekt, utan ett självständigt språk inom den iranska språkfamiljen. Detta bekräftades av de tyska iranisterna Oskar Mann och Karl Hadank med sina mångfaldiga undersökningar, varifrån den första omfångsrika vetenskapliga zazaiska grammatikan med titeln Mundarten der Zaza från 1932 härstammar. Den tidigare uppfattningen, att zazaiska är ett ”kurdiskt språk i vidare mening” (som till exempel Ferdinand Justi hade 1880), anses idag förlegad.[källa behövs]
Zazaiskan uppvisar likheter med det utdöda medeliranska språket partiska, som den sydvästiranska persiskan inte delar. Dock kan man inte belägga, huruvida partiskan är ett direkt föregångsspråk till zaza.[källa behövs]

### Debatt om klassificering
Zazaiska är ett iranskt språk inom den indoeuropeiska familjen. Dess närmaste släktingar är mazandarani, hewrami, gilaki och andra kaspiska språk. Zazaiskans klassificering har dock varit föremål för politisk debatt. Flera  anser att zazaiska är en kurdisk dialekt (jämte kurmandji och sorani) medan turkiska nationalister förespråkar att zazaiska är en turkisk (ett altaiskt språk) dialekt.
Etnologer föredrar följande indelning:
- Nordvästiranska språk
  - Zaza-Gorani-språkgruppen
    - Zazaiska
    - andra språkvarianter/dialekter inom zaza-goranigruppen

  - Kaspiska språkgruppen
    - Mazandarani
    - Gilaki
    - andra

  - Kurdiska språkgruppen
    - andra kurdiska språkvarianter/dialekter

USA:s utrikesdepartements ”Background Note” (bakgrundsanmärkning) tar upp zazaiska som ett av Turkiets större språk tillsammans med turkiska (officiellt), kurdiska, armeniska, grekiska och arabiska.  Trots etnologernas klassificering, betecknar Kurdish Academy of Language (kurdiska språkakademin), som beskriver sig som en ”elektronisk ideell organisation”, zazaiska som en kurdisk dialekt. Encyclopaedia Britannica anger zazaiska som en kurdisk dialekt.  Denna klassificering stöds emellertid inte av språkforskare och anses vara politisk och inte vetenskaplig.

## Fonologisk korrespondens i zazaiska och andra iranska språk

### Initialtv
Uriranskans begynnande v blev till b eller g i persiska och kurdiska omkring 900-talet. Zazaiska, liksom många nordvästiranska språk, behåller det ursprungliga v-ljudet. Ursprunget till uriranskans initiala v är urindoeuropeiskans *w-ljud. 
| Zazaiska | Persiska | Kurdiska   |  | Svenska      |
| v        | b, g     | b, g       |  | -            |
| -------- | -------- | ---------- |  | ------------ |
| va       | bad      | ba         |  | vind         |
| varan    | baran    | baran      |  | regn         |
| vac      | avaz*    | bêj        |  | sjunga, säga |
| vaz-     | guriz-   | bez-       |  | springa      |
| velg     | berg     | belg       |  | löv          |
| veng     | bang     | bang, deng |  | röst         |
| ver      | ber      | ber        |  | framsida     |
| verek    | berre    | berx       |  | får          |
| vewr     | berf     | berf       |  | snö          |
| vên, vin | bin-     | bin-       |  | se           |
| vir      | bir      | bir        |  | minne        |
| vist     | bist     | bist       |  | tjugo        |
| viya     | bive     | bi         |  | änka         |
| viyal    | bid      | bi         |  | pil, vide    |
| vam      | badam    | behıv      |  | mandel       |
| vic-     | biz-     | bêz-       |  | välja        |
| veyşan   | gorosne  | bırsi      |  | hungrig      |
| veşn     | goşn     | beran      |  | bagge[?]     |
| vaş      | giyah    | giya       |  | gräs         |
| vıl      | gol      | gul        |  | ros          |
| velık    | gorda    | gurçık     |  | kalv         |
| verg     | gorg     | gurg       |  | varg         |
| vurayen  | gerdiden | guherin    |  | ändra        |

avaz*: Ordet avaz på persiska är ett lån från ett nordvästiranskt språk, troligen partiska. Eljest skulle det börja med b som på kurdiska.

### z-ljud
De uriranska ljuden z och s blir till d och h i kurdiskan och persiskan. Dock behåller zazaiska z- och s-ljuden. Ursprunget till de uriranska z- och s-ljuden var urindoeuropeiskans palatovelara *k'- och *g'-ljud (se även Satemspråk).   
| Indoeuropeiska | Avestiska | Zazaiska | Kurdiska | Persiska |  | Svenska |
| *k'/*g'        | z/s       | z/s      | z/s      | d/h      |  | -       |
| -------------- | --------- | -------- | -------- | -------- |  | ------- |
| *k'erd-        | zerdeye-  | zerri    | dıl*     | dêl      |  | hjärta  |
| *g'hol-        | zaranya-  | zerd     | zêr      | zer*     |  | guld    |
| *g'no-         | zan-      | zan-     | zan-     | dan-     |  | veta    |
| *g'roma        | zamat-    | zama     | zava     | damad    |  | ansa[?] |
| *eg'om         | ezēm      | ez       | ez*      | edēm*    |  | jag     |
| *bhrg'h-       | berez-    | berz     | bılınd*  | boland   |  | lång    |
| *dek'm         | dese      | des      | deh*     | deh      |  | tio     |

zer*: Det gamla persiska ordet för ”guld” var daraniya-. Det återgår till z-ljudet. Kan vara ett inlån.

edēm*: Den moderna persiskans ord för ”jag” är men, vilket ersätter edēm*.

ez*: På den sydkurdiska dialekten sorani heter ”jag” men, som på persiska. Det ersatte ordet ez.

dıl*, bılınd*,  deh*: De här kurdiska orden uppvisar sydvästiransk utveckling.

### c-ljud
Uriranskans c- och ĉ-ljud är c i zazaiskan. I kurdiskan ändras det till j och i persiskan till z. Ursprunget till uriranskans c- och ĉ-ljud är urindoeuropeiskans *gw- och *k-ljud.  
| Zazaiska  | Persiska | Kurdiska |  | Svenska      |
| ĵ         | ž        | z        |  | -            |
| --------- | -------- | -------- |  | ------------ |
| ceni      | zen      | jın      |  | kvinna       |
| cın-      | zen-     | jen-     |  | spela musik  |
| cıwiyayış | zisten   | jıyan    |  | leva         |
| cınde     | zende    | zındi*   |  | levande      |
| cor       | zeber    | jor      |  | upp          |
| cêr       | zir      | jêr      |  | ner          |
| cı        | az       | jı       |  |              |
| roc       | ruz      | roj      |  | dag          |
| vac       | avaz     | bêj      |  | säga, sjunga |
| ercan     | arzan    | erzan*   |  | billig       |
| vic-      | biz-     | bêz-*    |  | välja        |
| pewc-     | pez-     | pēj-     |  | tillaga[?]   |

zındi*, erzan*, bêz-*: Kurdiskans zindi, erzan och bez är inlån från persiska. 

Anmärkning: I en del sydliga zazaiska dialekter blir -c--slut (som i roc, vac, vic och pewc) j. Detta kommer troligen från ett annat nordvästiranskt språk.